# Эльпаро
Эльпаро (чечен. Эльдепарой) — хутор в Галанчожском районе Чеченской Республики. Входит Моцкаройское сельское поселение.

## География
Хутор расположен на правом берегу реки Бара, к юго-востоку от районного центра Галанчож.
Ближайшие населённые пункты: на северо-востоке — Джелашхой и Сенахой, на северо-западе — Кенахой, на юго-востоке — Гезах, на юго-западе — Беки.

## История
В 1944 году всё население ЧИ АССР было выселено, после восстановления ЧИ АССР чеченцам было запрещено возвращаться в свои исконные районы: Галанчожский, Шатойский и Итум-Калинский.